# Amburayan
Der Amburayan (eng.: Amburayan River) ist ein Fluss in der Provinz Benguet und La Union auf den Philippinen. Seine Hauptquellen liegen im Gebirge der Cordillera Central an den Flanken der über 2000 Meter hohen Berge Mount Labo und Mount Osbong. Die Grenze zwischen den Provinzen La Union und Ilocos Sur orientiert sich am Flusslauf des Amburayan bis zu seiner Mündung in das Südchinesische Meer, er hat ein Wassereinzugsgebiet von 1386 km². 
Ab seinen Quellen fließt der Amburayan in südwestliche Richtung bis zur Gemeinde Kibungan, durchquert danach die Provinz Ilocos Sur, Gemeinde Sugpon, fließt dann westwärts dem Meer entgegen, bis er zwischen Bangar und Tagudin in einer ca. 5 Kilometer breiten flachen Flussmündung endet. Die wichtigsten Nebenflüsse sind der Naburgo, seine Quelle liegt am Mount Toyongan nahe der Gemeinde Atok, und der Chico, seine Quelle liegt am Mount Tuntayan. 
Ein Teil des in vorkolonialer Zeit entstandenen nordluzonischen Epos Das Leben des Lam-Ang spielt an den Gewässern des Amburayan. 